# Podstrunnica

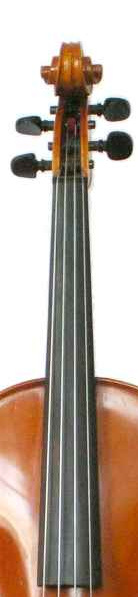
Podstrunnica skrzypiec

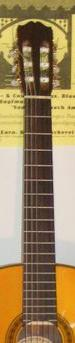
Podstrunnica gitarowa

Podstrunnica – w chordofonach smyczkowych i szarpanych listwa z twardego drewna, na przykład palisandru (rosewood), hebanu, mahoniu lub klonu, umieszczona na górnej stronie gryfu, połączonego z pudłem rezonansowym lub korpusem instrumentu.
W zależności od instrumentu, podstrunnica może mieć poprzeczne metalowe sztabki, tzw. progi, w miejscu których skraca się strunę. Instrumentami posiadającymi progi są np.: gitara, mandolina, cytra, banjo, ukulele. Progów nie posiadają: skrzypce, altówka, wiolonczela, kontrabas, w związku z czym struna może być skracana w dowolnej długości, dając ogromne możliwości z jednej strony (uzyskiwanie praktycznie brzmień o dowolnej wysokości, niemożliwych do uzyskania na instrumentach o stroju temperowanym, np.  ćwierćtonów), a z drugiej wymagając dużego doświadczenia i muzykalności od grającego (bardzo dobrego słuchu muzycznego).